# Kościół Najświętszego Serca Jezusowego w Niestępowie
Kościół pw. Najświętszego Serca Pana Jezusa w Niestępowie – parafialny kościół rzymskokatolicki Parafii Najświętszego Serca Jezusowego w Niestępowie.

## Historia
Kościół został wybudowany z cegły przez luteran mieszkających w Niestępowie w 1908 roku. Inżynierem, który kierował pracami nad budową był gdańszczanin Krist. Murarzami kierował Kośnicki, który był murarzem i cieślą. Przy budowie było czterech murarzy.
W 1919 roku po zakończeniu I wojny światowej kościół zamknięto, ponieważ niemieccy osadnicy wyprowadzili się do pobliskiego Wolnego Miasta Gdańska.
Katolicy z Niestępowa od wieków nie mieli kościoła we własnej miejscowości, musieli chodzić na mszę świętą do oddalonego o 7 kilometrów Żukowa.
W 1930 roku powstał komitet budowy kościoła katolickiego w Niestępowie. Postanowiono jednak zaadaptować budynek istniejącego kościoła luterańskiego na potrzeby katolickich wiernych. W 1929 r. Rada Kościoła Luterańskiego we Wrocławiu wystawiła kościół na sprzedaż. I tak, w tym samym roku mieszkaniec Niestępowa Paweł Zdrojewski zakupił budynek od Kościoła Luterańskiego wraz z dzwonem „Wiara, Nadzieja i Miłość” za 2000 guldenów. Parafia Wniebowzięcia Najświętszej Maryi Panny w Żukowie ofiarowała dla niewyposażonego kościoła dwa osiemnastowieczne obrazy pt. „Zwiastowanie” i „Boże Narodzenie”.
27 maja 1931 r. ks. Franciszek Laffont z Żukowa święci budynek kościoła, ale kościół po dziś dzień nie jest konsekrowany.
W 1933 roku ustanowiono parafię pw. Najświętszego Serca Pana Jezusa. W tym czasie dobudowano zakrystię po lewej stronie kościoła.
W czasie II wojny światowej kościół nie został poważnie uszkodzony.
W latach pięćdziesiątych XX wieku dzięki staraniom proboszcza ks. Kazimierza Szyndlera zbudowano chór, a na nim postawiono siedmiogłosowe organy piszczałkowe zbudowane przez firmę A. Terletzki & Ed. Wittek z Elbląga. Zostały zbudowane w 1907 roku dla kościoła ewangelickiego w pobliskim Sulminie. Ks. Szyndler wybudował również grotę maryjną przy kościele.
Wystrój kościoła zmienił w latach siedemdziesiątych XX wieku kolejny proboszcz ks. Alojzy Weltrowski. Usunął on ołtarz przedsoborowy i wstawił w prezbiterium nowy ołtarz oraz ambonę i tabernakulum. Wstawił też chrzcielnicę z wykutą frazą „Dar Życia”.
W latach siedemdziesiątych namalowano w górnej części ścian ornamenty o tematyce haftu kaszubskiego i symboli eucharystycznych. W 1999 r. postawiono dzwonnicę, na której zawisł stary dzwon, oraz dwa nowe, poświęcone przez Jana Pawła II na mszy świętej w Sopocie. Po odejściu ks. Weltrowskiego na emeryturę proboszczem został ks. Wiesław Drążek. Jego staraniem zaczęto budowę nowego kościoła parafialnego przy cmentarzu. Od 22 października 2016 roku w kościele znajdują się relikwie św. Jana Pawła II.

## Wyposażenie kościoła
- Obrazy barokowe pt. „Zwiastowanie” i „Boże Narodzenie” z XVIII wieku
- Neobarokowe siedmiogłosowe organy piszczałkowe z 1907 roku
- Feretron maryjny
- Figury świętych Antoniego i Józefa
- Zabytkowa monstrancja i kielich z 1934 roku. Kielich podarował biskup chełmiński Stanisław Okoniewski
- Witraż w prezbiterium „Chrystus ukazuje Ewangelię” z I połowy XX wieku